# Rye (Hampshire)
Rye – osada w Anglii, w hrabstwie Hampshire, w dystrykcie Hart. Leży 40 km na północny wschód od miasta Winchester i 61 km na południowy zachód od Londynu.